# John Cabot University

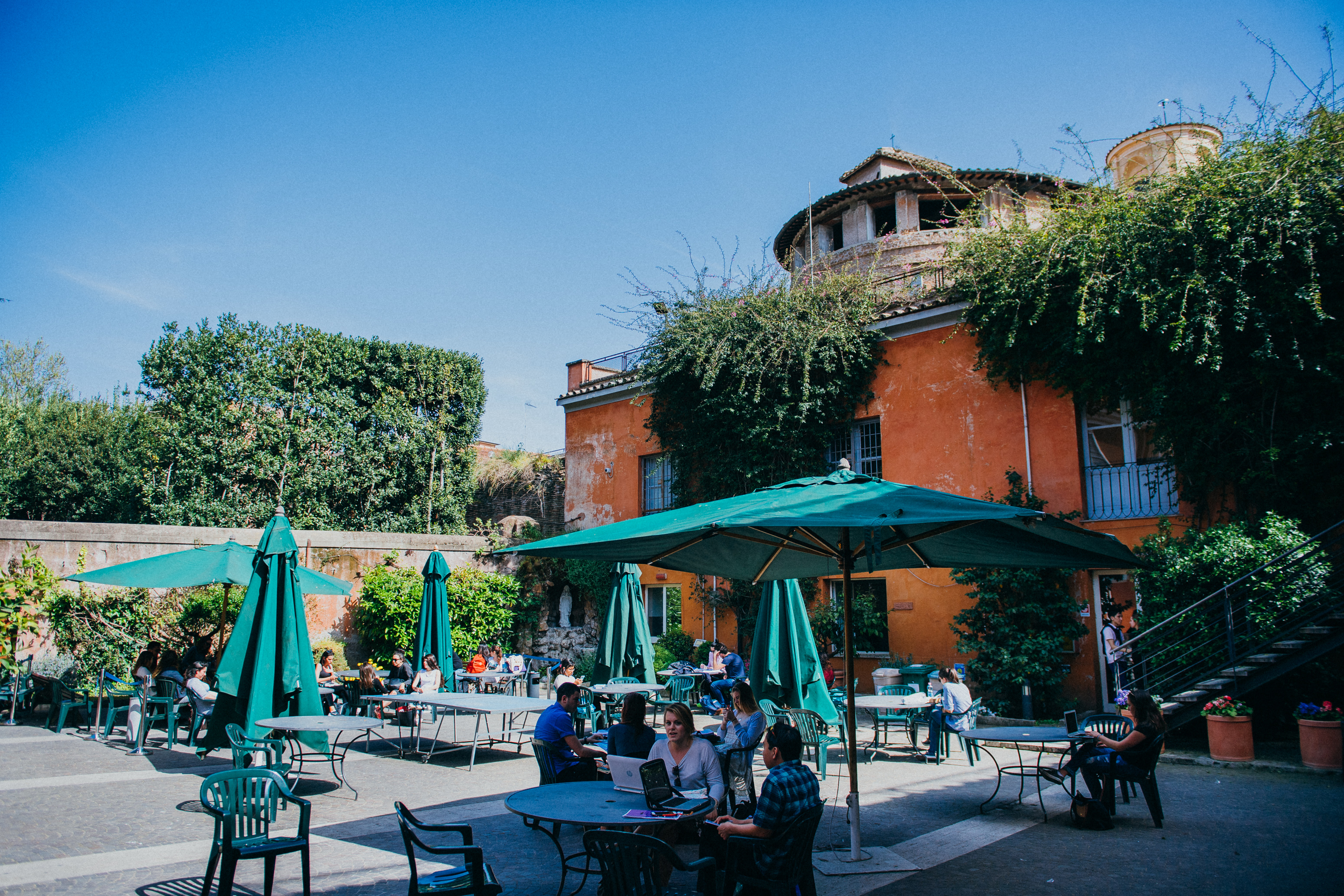
Un cortile nel campus Guarini della John Cabot University

La John Cabot University (JCU) è un'università privata statunitense che opera in Italia con sede a Roma.
Fu fondata nel 1972, venendo dedicata all'esploratore italiano Giovanni Caboto, su iniziativa di Paul Frohring e William D. Cavendish come istituzione affiliata allo statunitense Hiram College.

## Storia
Fu fondata nel 1972 come John Cabot International College su iniziativa di Paul Frohring e William D. Cavendish, venendo concepita come un programma biennale affiliato all'Hiram College dell'Ohio. La prima sede fu in viale Pola, 12, nel quartiere Trieste di Roma, presso un campus dell'Università Pro Deo, e l'istituto inaugurò il suo primo anno accademico il 19 settembre 1972 con 31 studenti sotto la presidenza di John V. Falconieri, professore di letteratura romanza e teatro laureato presso l'Università del Michigan.
Nel 1978 il campus fu spostato in una villa di via Massaua, 7, offrendo due percorsi per conseguire due diversi titoli di studio statunitensi: un associate of arts degree o un bachelor of business administration,a cui si sono aggiunti nel 1985 percorsi per bachelors in Storia dell'arte, Affari internazionali e Studi mediterranei, con la possibilità di fare un percorso quadriennale di tre anni a Roma ed un anno all'Hiram College. Sotto la presidenza di Douglas Denby (1985-1996) la sede dell'università, divenuta formalmente indipendente dall'Hiram College e ribattezzata nel 1990 in John Cabot University, viene trasferita nel rione Trastevere in via della Lungara, 233 (in quello che è stato poi ribattezzato Frank J. Guarini Campus).
Su iniziativa dell'ex parlamentare statunitense Frank J. Guarini, membro del consiglio di amministrazione dell'università, viene istituito il Guarini Institute for Public Affairs, incentrato sull'impartire lezioni e seminari riguardanti le problematiche internazionali. Sotto la presidenza di Franco Pavoncello (divenuto il primo italiano a dirigere un'università statunitense) vengono inaugurati il Tiber Campus e la Gianicolo Residence così come viene acquistato il Caroline Critelli Guarini Campus di piazza Giuseppe Gioachino Belli, il primo bene immobile di proprietà dell'università inaugurato nel 2018.

## Status giuridico
L'università è registrata nello stato del Delaware come organizzazione non a scopo di lucro 501(c)(3) ed è accreditata negli Stati Uniti presso la Middle States Commission on Higher Education (MSCHE) dal 2003. L'ateneo è stato altresì autorizzato dal Ministero dell'istruzione, dell'università e della ricerca ad operare in Italia come università americana, rilasciando Bachelor of Arts e Master of Arts accompagnati da attestato di comparabilità e/o dichiarazione di valore.

## Sedi
Le sedi dell'università sono tutte nel centro storico di Roma tra i rioni Trastevere e Ponte.

### Frank J. Guarini Campus
Il Frank J. Guarini Campus è situato in via della Lungara, 233 (Trastevere) e ospita l'aula magna, l'auditorium e la libreria Frohring oltre che una serie di aule per la produzione di audio e video.

### Frohring Campus
Il Frohring Campus, detto anche Tiber Campus, è situato in lungotevere Raffaello Sanzio, 12 (Trastevere) a poca distanza dal Guarini Campus ed ospita, oltre ad alcune aule di studio, anche uffici amministrativi come quelli per i servizi agli studenti e per l'immigrazione a cui si aggiunge il bar dell'università.

### Caroline Critelli Guarini Campus
Il Caroline Critelli Guarini Campus è situato in piazza Giuseppe Gioachino Belli, 11 (Trastevere) e ospita aule di studio ed uffici amministrativi.

### Sacchetti Building
Il Sacchetti Building è sito in largo dei Fiorentini, 1 (Ponte) ed ospita i laboratori artistici dell'università.

## Struttura
L'università è suddivisa in 11 dipartimenti:
- Dipartimento di Arte e Design
- Dipartimento di Storia dell'arte
- Dipartimento di Amministrazione aziendale
- Dipartimento di Comunicazione e Studi sui media
- Dipartimento di Economia
- Dipartimento di Lingua e Letteratura inglese
- Dipartimento di Storia e Studi umanistici
- Dipartimento di Scienze matematiche, naturali e applicate
- Dipartimento di Lingue e Lettere moderne
- Dipartimento di Scienze politiche e Affari internazionali
- Dipartimento di Scienze sociali e psicologiche

Oltre ai dipartimenti si aggiunge la Frank J. Guarini School of Business, nata nel 2018 ed accreditata presso l'Association to Advance Collegiate Schools of Business (AACSB).

## Presidenti
- John V. Falconieri (1972-1976)
- William D. Cavendish (1976-1985)
- Douglas Denby (1985-1996)
- Michael E. Good (1996-1999)
- James F. Creagan (1999-2005)
- Franco Pavoncello (dal 2005)